# Cybaeodes mallorcensis
Cybaeodes mallorcensis és una espècie d'aranya araneomorfa de la família dels liocrànids (Liocranidae). Fou descrita per primera vegada l'any 2008 per Wunderlich. És una espècie cavernícola endèmica de Mallorca.
El seu nom d'espècie, compost de mallorc[ha] i del sufix llatí -ensis, «que viu a, que viu»; es va anomenar així perquè va ser descoberta a Mallorca.